# Семашко, Вероника Алексеевна
Вероника Алексеевна Семашко (до 2015 года — Мосина; род. 17 сентября 1990 года, Ленинград) — российская легкоатлетка, специализирующаяся в тройном прыжке и прыжках в длину. Участница летних Олимпийских игр 2012 года. Чемпионка России в помещении 2014 года. Мастер спорта России международного класса (2012).

## Биография
Вероника Алексеевна Мосина родилась 17 сентября 1990 года в Ленинграде.
Тренируется в Санкт-Петербурге в Школе высшего спортивного мастерства по лёгкой атлетике под руководством Владимира Васильевича Плутахина. На российских соревнованиях представляет Москву и Санкт-Петербург.
В 2012 году ей было присвоено спортивное звание «Мастер спорта России международного класса».
В 2015 году вышла замуж за Романа Семашко и стала выступать под фамилией супруга.

## Основные результаты

### Международные
| Год  | Соревнования                 | Место проведения       | Дисциплина | Место  | Результат |
| ---- | ---------------------------- | ---------------------- | ---------- | ------ | --------- |
| 2012 | Олимпийские игры             | Лондон, Великобритания | тройной    | 17 (q) | 13,96 м   |
| 2013 | Чемпионат Европы в помещении | Гётеборг, Швеция       | тройной    | 4      | 14,21 м   |
| 2014 | Чемпионат мира в помещении   | Сопот, Польша          | тройной    | 9 (q)  | 13,68 м   |

### Национальные
| Год  | Соревнования                 | Место проведения | Дисциплина | Место | Результат |
| ---- | ---------------------------- | ---------------- | ---------- | ----- | --------- |
| 2012 | Чемпионат России             | Чебоксары        | тройной    | 3     | 14,50 м   |
| 2013 | Чемпионат России в помещении | Москва           | тройной    | 3     | 14,30 м   |
| 2013 | Чемпионат России             | Москва           | длина      | 2     | 6,70 м    |
| 2014 | Чемпионат России в помещении | Москва           | тройной    | 1     | 14,06 м   |
| 2016 | Чемпионат России в помещении | Москва           | длина      | 2     | 6,71 м    |